# مزاعم استخدام الأسلحة الكيميائية في الحرب الأهلية السريلانكية
مزاعم استخدام الأسلحة الكيميائية في الحرب الأهلية السريلانكية وردت مزاعم بأن الجيش السريلانكي ومتمردو نمور التاميل استخدموا أسلحة كيميائية خلال الحرب الأهلية السريلانكية. لم يتم العثور على دليل قوي يشير إلى الاستخدام المستمر لهذه الأسلحة أثناء الحرب حتى الآن.

## مزاعم ضد الجيش السريلانكي
اتهمت الجبهة الجيش السريلانكي بالحصول على أسلحة كيماوية واستخدامها ضد مقاتليها والمدنيين التاميل. في عام 2001 زعمت حركة نمور تحرير تاميل إيلام أن الحكومة حصلت على أسلحة كيماوية محظورة، وحذرت من «عواقب وخيمة» إذا تم نشرها في ساحة المعركة. تم توجيه الاتهام فيما يتعلق بشراء الحكومة لقاذفات صواريخ برو إيه ثيرموباريك، وهي ليست محظورة أو مصنفة كأسلحة كيميائية. كما أشار السياسي المؤيد لحركة نمور تحرير تاميل إيلام جوزيف باراراجاسنغهام أيضًا إلى هذه الأسلحة على أنها أسلحة كيميائية محظورة تهدف فقط إلى إبادة شعب التاميل.
في عام 2009 ادعى قائد بارز في جبهة نمور تحرير تاميل إيلام أنه شاهد ونجا من هجمات كيماوية واسعة النطاق ضد مقاتلي الجبهة. يشير تسريب برقية دبلوماسية للولايات المتحدة في عام 2009 إلى أن اللجنة الدولية للصليب الأحمر والمفوض السامي للهند في سريلانكا أفادوا أن فرقهم الطبية التي عالجت الجرحى خلال المراحل الأخيرة من الحرب لم تجد أي دليل على استخدام الأسلحة الكيميائية القوات الحكومية كما زعمت جماعات التاميل. أفاد فريق الخبراء التابع للأمين العام للأمم المتحدة المعني بالمساءلة في سريلانكا عن مزاعم باستخدام عوامل كيماوية ضد المدنيين، لكنها ذكرت أنها لم تستطع التوصل إلى نتيجة بشأن مصداقيتها.
في عام 2010 زعمت زوجة رسام الكاريكاتير براجيث إكناليغودا أنه فُقد بعد أن بدأ البحث عن استخدام الجيش السريلانكي للأسلحة الكيميائية في الحرب وبدأ في نشر النتائج التي توصل إليها إلى دبلوماسيين خارج سريلانكا.
بث الفيلم الوثائقي هذه الأرض ملك للجيش في العام 2014 مقابلات مع جنود مزعومين زعموا أن أسلحة كيميائية استخدمت ضد مقاتلي نمور تحرير تاميل إيلام والمدنيين ووصف عملياتهم وتأثيرها. كما بثت صوراً زعمت أنها تُظهر ضحايا هذه الهجمات يعانون من حروق كيميائية. في يناير 2014 دعا أساقفة الروم الكاثوليك في منطقة الحرب السابقة إلى إجراء تحقيق دولي فيما إذا كانت القوات الحكومية قد استخدمت الذخائر العنقودية والأسلحة الكيماوية في المناطق المكتظة بالسكان.

## مزاعم ضد نمور التاميل
اتهمت الحكومة السريلانكية جبهة نمور تحرير تاميل إيلام بالتخطيط وتنفيذ هجمات كيماوية. في عام 2007 زعم رئيس الوزراء السريلانكي راتناسيري ويكرمانياكي أن قوات الأمن اعترضت المتمردين وهم ينقلون كميات كبيرة من الأحماض استعدادًا لشن هجوم كبير. في عام 2009 أفاد الجيش السريلانكي أنه استولى على مخزون من الأقنعة الواقية من الغازات والبدلات المقاومة للمواد الكيميائية من معسكر نمور تحرير تاميل إيلام في مولايثيفو. زعمت وزارة الدفاع أن نمور تحرير تاميل إيلام كانت تنفذ هجمات غازات كيماوية منخفضة التأثير أثناء حرب إيلام الأخيرة، وأن هذا الاكتشاف كان دليلًا على مخطط لهجوم كيماوي ضخم. صرحت وزيرة الخارجية باليثا كوهونا أن الحكومة طلبت إجراء تحقيق من منظمة حظر الأسلحة الكيميائية في اتهامات باستخدام نمور التاميل للأسلحة الكيماوية.
في عام 1990 شن نمور تحرير تاميل إيلام هجومًا كيميائيًا باستخدام حواجز من غاز الكلور تم الحصول عليها تجاريًا ضد معسكر للجيش السريلانكي في شرق كيران في منطقة باتيكالوا. وقد لوحظ أن هذا هو أول استخدام غير حكومي لسلاح كيميائي في الحرب. كما استخدمت جبهة نمور تحرير تاميل إيلام غاز سي إس غير المميت ضد تقدم القوات الحكومية ولكن تأثيرها ضئيل بسبب استعداد القوات للحرب الكيماوية، إلا أن العديد من الجنود واجهوا صعوبات في التنفس. يستخدم غاز سي إس بشكل شائع في الغاز المسيل للدموع في مكافحة الشغب ولكن يمكن أن يسبب حروقًا شديدة.